# Édgar Andrade
Édgar Bismarck Andrade Rentería (ur. 2 marca 1988 w Veracruz) – meksykański piłkarz występujący na pozycji prawego pomocnika, reprezentant Meksyku.

## Kariera klubowa
Andrade jest wychowankiem akademii juniorskiej klubu Cruz Azul ze stołecznego miasta Meksyk. Do pierwszej drużyny został włączony w wieku siedemnastu lat przez szkoleniowca Isaaca Mizrahiego i w meksykańskiej Primera División zadebiutował 28 stycznia 2006 w zremisowanym 1:1 spotkaniu z Atlasem. W maju 2007 jego rozwój znacznie zastopowało złamanie kości piszczelowej i strzałkowej, którego doznał podczas jednego z ligowych meczów, wobec czego musiał pauzować przez pół roku. Już po powrocie do gry strzelił swojego premierowego gola w najwyższej klasie rozgrywkowej, 29 marca 2008 w wygranej 2:0 konfrontacji z Pueblą. W tym samym, wiosennym sezonie Clausura 2008 wywalczył z ekipą Sergio Markariána tytuł wicemistrza Meksyku i sukces ten powtórzył również pół roku później – w jesiennym sezonie Apertura 2008. W 2009 roku dotarł do finału najbardziej prestiżowych rozgrywek kontynentu – Ligi Mistrzów CONCACAF, a w sezonie Apertura 2009 zdobył trzecie wicemistrzostwo Meksyku. Przez niemal cały pobyt w Cruz Azul pełnił jednak wyłącznie rolę rezerwowego.
W styczniu 2010 Andrade udał się na wypożyczenie do niżej notowanego zespołu Jaguares de Chiapas z miasta Tuxtla Gutiérrez. Tam szybko został jednym z podstawowych graczy zespołu i już po sześciu miesiącach dołączył do klubu na zasadzie transferu definitywnego. Ogółem w barwach Jaguares – typowego ligowego przeciętniaka – spędził trzy i pół roku bez większych sukcesów, jednak ugruntował swoją pozycję jako jednego z wyróżniających się ofensywnych pomocników w lidze meksykańskiej, otrzymując pierwsze powołania do kadry. W czerwcu 2013 jego drużyna została rozwiązana, a on sam podpisał wówczas umowę z klubem Monarcas Morelia, z którym w sezonie Apertura 2013 jako podstawowy pomocnik zdobył puchar Meksyku – Copa MX. Bezpośrednio po tym został ściągnięty przez Enrique Mezę – swojego byłego trenera z Cruz Azul – do zespołu CF Pachuca, gdzie również występował przez sześć miesięcy – w sezonie Clausura 2014 wywalczył z nim czwarte w karierze wicemistrzostwo Meksyku. Wobec konkurencji ze strony graczy takich jak Jürgen Damm czy Rodolfo Pizarro pozostawał jednak wyłącznie rezerwowym Pachuki.
W lipcu 2014 Andrade powrócił do rodzinnego miasta, zostając graczem zespołu Tiburones Rojos de Veracruz. W sezonie Clausura 2016 w roli podstawowego zawodnika linii pomocy wywalczył z nim drugi w swojej karierze puchar Meksyku. W tym samym roku zajął także drugie miejsce w superpucharze Meksyku – Supercopa MX.

## Kariera reprezentacyjna
W kwietniu 2005 Andrade został powołany przez Jesúsa Ramíreza do reprezentacji Meksyku U-17 na Mistrzostwa Ameryki Północnej U-17. Tam wystąpił w dwóch z trzech możliwych spotkań (w obydwóch w wyjściowym składzie) i strzelił bramkę w pojedynku z Hondurasem (3:0), zaś jego kadra – będąca wówczas współgospodarzem turnieju – zajęła pierwsze miejsce w grupie. Cztery miesiące później znalazł się w składzie na Mistrzostwa Świata U-17 w Peru, gdzie pełnił głównie rolę rezerwowego drużyny – rozegrał pięć z sześciu możliwych meczów (z czego jednak tylko dwa w pierwszej jedenastce). Meksykanie – określani wówczas mianem „złotej generacji” i posiadający w składzie graczy takich jak Giovani dos Santos, Carlos Vela czy Héctor Moreno – zdobyli wówczas juniorskie mistrzostwo świata, pokonując w finale Brazylię (3:0).
W lipcu 2006 Andrade znalazł się w ogłoszonym przez Ramíreza składzie reprezentacji Meksyku U-23 na Igrzyskach Ameryki Środkowej i Karaibów w Cartagenie. Na kolumbijskich boiskach rozegrał wszystkie trzy mecze (z czego dwa w wyjściowym składzie), natomiast jego zespół odpadł z męskiego turnieju piłkarskiego w ćwierćfinale, ulegając w nim Hondurasowi (1:3). W marcu 2008 został powołany przez selekcjonera Hugo Sáncheza na północnoamerykański turniej kwalifikacyjny do Igrzysk Olimpijskich w Pekinie. Zagrał wówczas we wszystkich trzech spotkaniach (z czego w jednym w wyjściowej jedenastce) i zdobył gola w konfrontacji z Haiti (5:1), a Meksykanie uplasowali się na trzecim miejscu w grupie i nie zdołali awansować na igrzyska.
W seniorskiej reprezentacji Meksyku Andrade zadebiutował za kadencji selekcjonera José Manuela de la Torre, 11 października 2011 w przegranym 1:2 meczu towarzyskim z Brazylią. W późniejszym czasie wziął udział w eliminacjach do Mistrzostw Świata w Brazylii, podczas których zanotował jednak tylko dwa występy (na szesnaście możliwych) i mimo ostatecznego sukcesu w kwalifikacjach nie znalazł się w składzie na mundial.

## Statystyki kariery

### Klubowe
| Cruz Azul | 2005–2006 | Meksyk | Liga MX | 4   | 0  | —  | — | —        | —  | — | 4   | 0  |
| Cruz Azul | 2006–2007 | Meksyk | Liga MX | 7   | 0  | 3  | 0 | —        | —  | — | 10  | 0  |
| Cruz Azul | 2007–2008 | Meksyk | Liga MX | 20  | 2  | 4  | 1 | —        | —  | — | 24  | 3  |
| Cruz Azul | 2008–2009 | Meksyk | Liga MX | 8   | 1  | —  | — | LMC      | 5  | 2 | 13  | 3  |
| Cruz Azul | 2009–2010 | Meksyk | Liga MX | 1   | 0  | —  | — | LMC      | 1  | 0 | 2   | 0  |
| Chiapas   | 2009–2010 | Meksyk | Liga MX | 15  | 2  | 3  | 1 | —        | —  | — | 18  | 3  |
| Chiapas   | 2010–2011 | Meksyk | Liga MX | 21  | 2  | —  | — | CL       | 7  | 1 | 28  | 3  |
| Chiapas   | 2011–2012 | Meksyk | Liga MX | 38  | 6  | —  | — | —        | —  | — | 38  | 6  |
| Chiapas   | 2012–2013 | Meksyk | Liga MX | 29  | 3  | 3  | 0 | —        | —  | — | 32  | 3  |
| Morelia   | 2013–2014 | Meksyk | Liga MX | 17  | 4  | 3  | 1 | —        | —  | — | 20  | 5  |
| Pachuca   | 2013–2014 | Meksyk | Liga MX | 10  | 0  | 7  | 4 | —        | —  | — | 17  | 4  |
| Veracruz  | 2014–2015 | Meksyk | Liga MX | 31  | 3  | 4  | 1 | —        | —  | — | 35  | 4  |
| Veracruz  | 2015–2016 | Meksyk | Liga MX | 26  | 2  | 5  | 1 | —        | —  | — | 31  | 3  |
| Veracruz  | 2016–2017 | Meksyk | Liga MX | 15  | 1  | 8  | 0 | —        | —  | — | 23  | 1  |
| Veracruz  | 2017–2018 | Meksyk | Liga MX |     |    |    |   | —        | —  | — |     |    |
| Ogółem    | Ogółem    | Ogółem | Ogółem  | 242 | 26 | 40 | 9 | LMC + CL | 13 | 3 | 295 | 38 |

- LMC – Liga Mistrzów CONCACAF
- CL – Copa Libertadores

### Reprezentacyjne
| Meksyk | Meksyk | 2011   | 2 | 0 | — | — | — | — | — | 2 | 0 |
| Meksyk | Meksyk | 2012   | 4 | 0 | 2 | 0 | — | — | — | 6 | 0 |
| Ogółem | Ogółem | Ogółem | 6 | 0 | 2 | 0 | — | — | — | 8 | 0 |